# Gundeldinger Feld

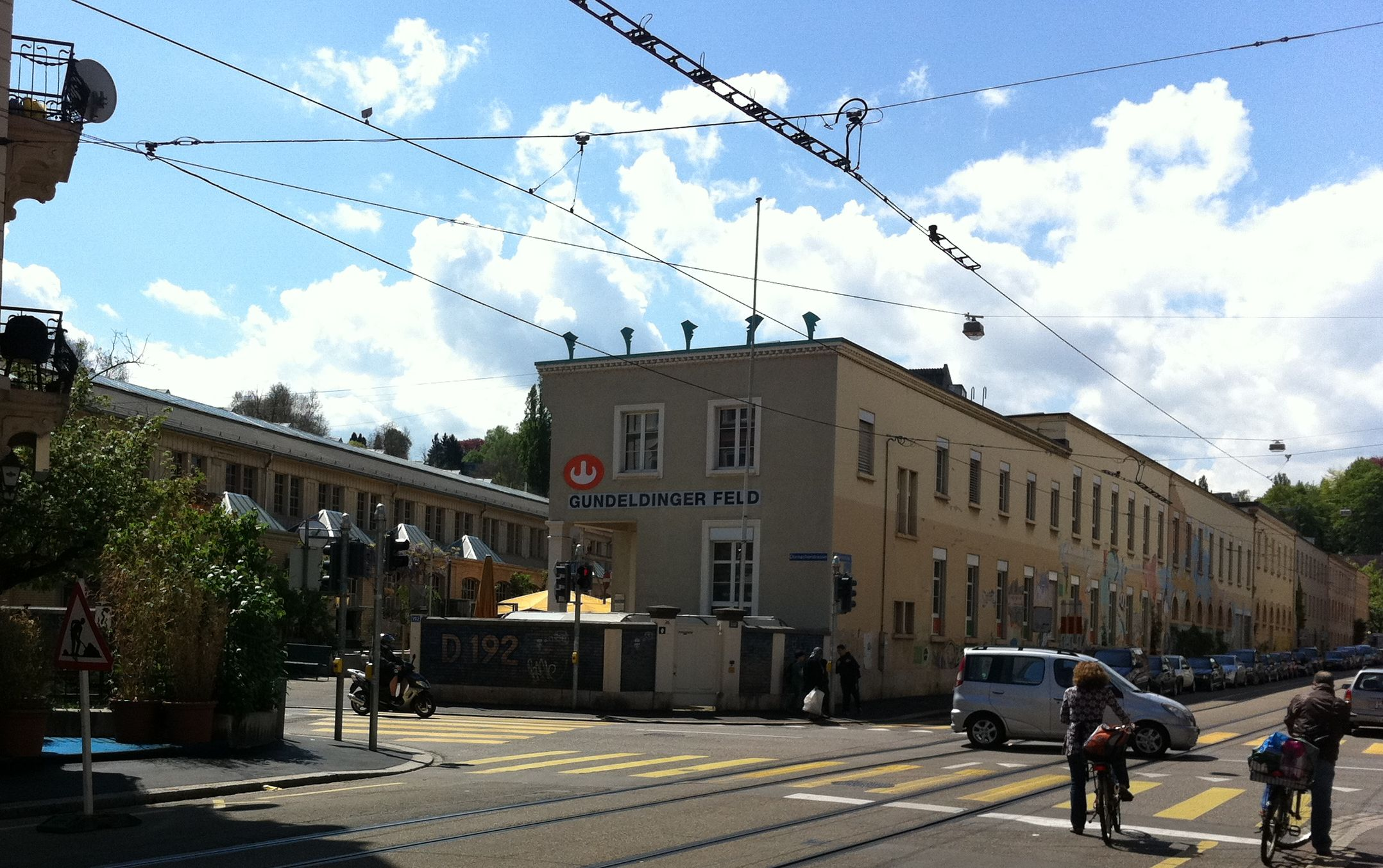
Gundeldinger Feld ehemals Maschinenfabrik Burckhardt

Das Gundeldinger Feld ist ein ca. 12.000 m² großes Quartierzentrum mit kulturellen Angeboten in Basel-Gundeldingen. Es befindet sich in der ehemaligen Maschinenfabrik Burckhardt und steht unter Denkmalschutz.

## Geschichte
Das Gundeldinger Feld hat seinen Ursprung im Jahre 1893. Ihr Schöpfer war August Burckhard, der Sohn eines Fabrikbesitzers.
Seine neu gegründete Fabrik produzierte Vakuumpumpen und Kompressoren. Bald beschäftigte die Fabrik über hundert Arbeiter. Nach einigen gelungenen Aufträgen hatte sich ihr Erfolg gefestigt und die Firma sicherte sich einen guten Ruf. Nach der Jahrhundertwende musste gegen einige Probleme wie die Weltwirtschaftskrise und die Weltkriege angekämpft werden. Doch der Fabrik gelang es, sich über Wasser zu halten. Nachdem sie die grösste Hürde hinter sich liessen, lief das Geschäft besser als je zuvor und das Unternehmen beschäftigte 500 Arbeiter.
In den sechziger Jahren kam dann starke Konkurrenz mit dem nahegelegenen Sulzer-Konzern auf. Zehn Jahre später übernahm letzterer das Unternehmen ganz, welches dann unter dem Namen Sulzer-Burckardt weiterlebte.
Kurz vor der Jahrhundertwende zieht der Sulzer-Konzern von Basel zum Hauptstandort nach Winterthur. Das Produktionsgelände wurde an die Gundeldinger Feld Immobilien AG verkauft, welche es im Baurecht an die Kantensprung AG vergab. Diese Gruppe aus dem Quartier rund um die Architektin Barbara Buser entwickelte das Areal zu einem lebendigen Ort für das Quartier und konnte einen grossen Teil der Gebäude erhalten.

## Angebot
Das Grundelinger Feld bietet mit seinen grossen Räumlichkeiten einen Entfaltungsort für Künstler und kreative Unternehmen aller Art.